# Dziczka
Dziczka – termin z zakresu sadownictwa, który może oznaczać:
- młode drzewo owocowe lub drzewo ozdobne, które wyrosło z nasienia, wykorzystywane do szczepienia szlachetnych odmian;
- nieszczepione dzikie drzewo owocowe;
- dziki pęd, który wyrósł z nieuszlachetnionej podkładki.